# Stanisław Dowojna (wojewoda)

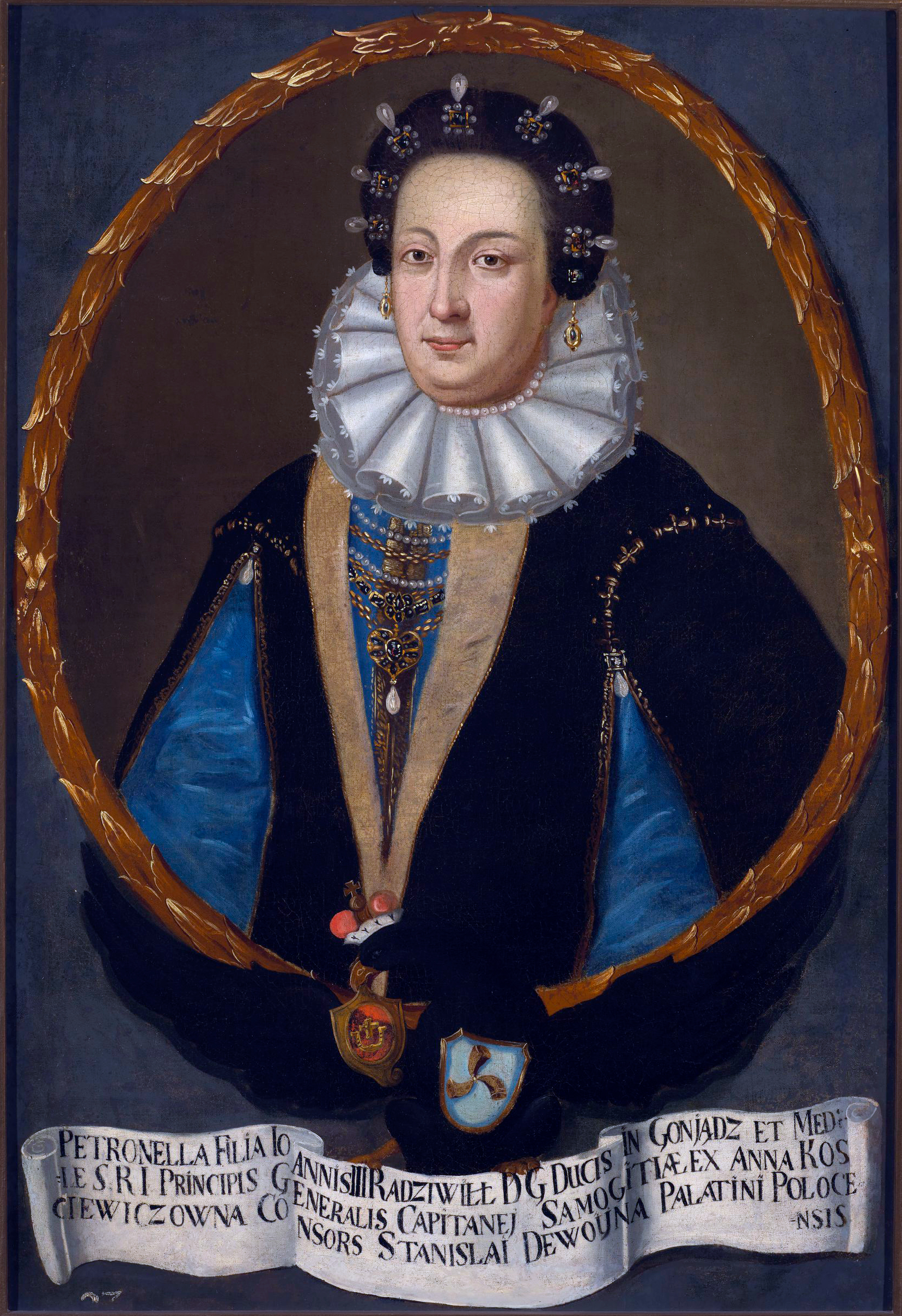
Petronella Dowojno z Radziwiłłów

Stanisław Stanisławowicz Dowojna herbu Szeliga (zm. na początku 1574 roku) – wojewoda połocki w latach 1542-1563 i 1567-1574, wójt połocki w latach 1542-1563, komornik królowej Bony (1528), dworzanin królewski (1530).

## Młodość
Syn Stanisława (zm. przed 1517) i Zofii z Niemirowiczów (zm. ok. 1520-1522), córki Piotra Fiedkowicza Niemirowicza i Zofii, II voto za Janem Steczko Dołubowskim. Wnuk długoletniego starosty drohickiego Jakuba Dowojny herbu Zaremba. Praprawnuk Jana Niemiry z Wsielubia.
Siostrzeniec starosty kaniowskiego i czerkaskiego Jana Niemirowicza Pieńki i Anny z Niemirowiczów, żony Jana Janowicza Dowojny (rodziców Katarzyny za Janem Hajko).
Wcześnie osierocony, pozostawał pod opieką swoich wujów i babki Anny Dowojnowej (Dowojnowiczowej). Młodość spędził u boku swojego krewnego wojewody kijowskiego hetmana Andrzeja Niemirowicza, uczestnicząc w walkach z Moskwą i Tatarami.
W 1528 był komornikiem królowej Bony Sforzy, w 1530 został dworzaninem królewskim.

## Adopcje
Wobec braku potomstwa Andrzej Niemirowicz (hetman polny litewski i wojewoda kijowski) w październiku 1537 roku na zamku w Kijowie adoptował Stanisława Dowojnę, uznając go za syna i czyniąc swoim spadkobiercą. Po śmierci Andrzeja Niemirowicza zapis ten wywołał ostry protest jego bliskich krewnych, zwłaszcza Anastazji z Niemirowiczów Mikołajowej Hlebowiczowej, synowej Stanisława Hlebowicza, wojewody połockiego. Spór ten znalazł finał przed sądem królewskim w 1541 roku. Król Zygmunt I Stary uznał częściowo racje Niemirowiczów i podzielił spadek między Dowojnę i krewnych Andrzeja Niemirowicza.
W 1540 roku, również na zamku w Kijowie, Stanisław Dowojno został ponownie adoptowany, tym razem przez brata swej matki, starostę czerkaskiego i kaniowskiego, Jana Pieńko (Piotrowicza) Niemirowicza, który ze swoją żoną Bohdaną Hanną Sapieżanką (córką wojewody Jana Sapiehy) nie doczekał się potomstwa.
Dzięki darowiznom Niemirowiczów Dowojno ogromnie się wzbogacił. Stanisław Dowojno stopniowo skupił w swoich rękach znaczną część Wsielubia, będącego główną rezydencją Niemirowiczów, i wszedł w posiadanie archiwum Niemirowiczów, które później przejęli Radziwiłłowie.

## Wojewoda połocki
24 maja 1542 król mianował go wojewodą połockim. Na pograniczu województwa z Rosją dochodziło nieustannie do najazdów. W pierwszych latach sprawowania urzędu Dowojno zasłużył się wzniesieniem solidnego zamku nad Dryssą, wzmocnieniem zamkowej służby konnej i dbałością o obwarowania Połocka (wybudował nowy parkan za posadami Wielkim i Zapołockim). Wspierał rozwój gospodarczy miasta oraz osoby zasłużone, torując im drogę do uzyskania szlachectwa.
W 1553 wyruszył z poselstwem do Moskwy w sprawie wynegocjowania rozejmu, który ostatecznie zawarto na 2 lata. W styczniu 1563 wojska Iwana IV Groźnego zaczęły zbliżać się do Połocka. Dowojno stanął na czele obrony Połocka, jednak z uwagi na dysproporcje sił, nie mógł stawiać długiego oporu. Po szturmie wojsk Iwana IV i wznieconym przez nie pożarze w nocy z 14 na 15 lutego 1563 twierdza skapitulowała, a wojewoda Dowojno wraz z żoną Petronellą, władyką Arseniuszem oraz rycerstwem (w tym ze swym krewnym podwojewodzim połockim Mikołajem Niemirowiczem-Szczyttem, synem Mikołaja) dostali się do wieloletniej niewoli cara Iwana IV Grożnego i zostali odesłani do Moskwy.
Dowojno był przetrzymywany w Moskwie do 1567. Po powrocie z niewoli wycofał się z aktywnego udziału w życiu politycznym, choć nadal sprawował urząd wojewody połockiego, uczestniczył w sejmie lubelskim 1569 i elekcji Henryka III Walezego na króla Polski w 1573. Niedługo po potwierdzeniu elekcji Henryka III Stanisław Dowojno zmarł.

## Małżeństwa
Stanisław Dowojno był trzykrotnie żonaty:
- I v. z Petronelą Radziwiłłówną (zm. 1564), córką Jana Radziwiłła, podczaszego litewskiego, starosty żmudzkiego, i Anny z Kostewiczów – córki wojewody podlaskiego i witebskiego Janusza Kostewicza i Marianny z Uhrowskich. Petronela zmarła w niewoli moskiewskiej. Dowojno starał się sprowadzić zwłoki żony z Moskwy w zamian za wydanie zwłok kniazia Piotra Szujskiego, jednak wobec oporu Radziwiłłów zamiar ten nie powiódł się. W 1547 Stanisław Dowojno wraz z  żoną Petronelą nadał Goniądzowi prawa miejskie chełmińskie.
- II v. z Dorotą Kostewiczówną (zm. 1571), wdową po Jarosławie ks. Hołowczyńskim, córką starosty kobryńskiego Wacława Kostewicza i Anny z Iliniczów – córki Mikołaja Ilinicza i Elżbiety z Niemirowiczów-Szczyttów
- III v. z Barbarą ks. Sołomerecką, wdową po Konstantym Chodkiewiczu (synu Jerzego), córką kasztelana mścisławskiego kniazia Iwana Sołomereckiego i Anny z Hlebowiczów – córki wojewody Jana Hlebowicza i Zofii z Pietkowiczów I v. za Janem Niemirowiczem Szczyttem.

Stanisław Dowojno nie pozostawił po sobie potomstwa.